# トゥルグト・オザル
トゥルグト・オザル（トルコ語: Halil Turgut Özal、1927年10月13日 – 1993年4月17日）は、トルコの政治家。首相、大統領を歴任した。1980年の軍事クーデターの後、祖国党を率いて首相に就任した。政党の離合集散が激しいトルコ政局にあって、約10年間の長期政権を実現した。経済政策の専門家としてトルコ経済の自由化を推進した他、国是である政教分離原則を緩和し、トルコにおけるイスラームの復興現象にも影響を与えた。首相在任中の1985年にイラン・イラク戦争によるイラク軍の攻撃から、イラン在住の日本人を救出するために派遣されたトルコ航空機の派遣を決断したことで知られる。

## 経歴
1927年10月13日に東アナトリアのマラティアで誕生した。1950年にイスタンブール工科大学の電気工学科を卒業し、その後は国家水利庁・電力調査庁などで勤務し、1961年の兵役を経て、国家計画庁 (Devlet Planlama Teşkilatı)で勤務した。1966年に国家計画庁長官に就任し、テクノクラートとして頭角を現した。1971年から1973年まで世界銀行に出向し、帰国後は民間企業で勤務。1979年に成立した公正党のスュレイマン・デミレル政権では、総理府長官兼国家計画庁長官代理として、トルコの経済運営を事実上一任された。
1980年にトルコ軍部は9月12日クーデターを起こし、デミレル政権は退陣し、全政党は活動を禁止された。デミレル政権で軍関係者と良好な関係を築いていたオザルは、軍部によって擁立されたビュレント・ウルス政権で経済担当副首相に抜擢された。
1983年の民政移管に際して、オザルはクーデター前の主要4政党（公正党・共和人民党・国民救済党・民族主義者行動党）から同調者を募り、5月20日に中道右派政党祖国党を結成した。祖国党は11月6日に実施された総選挙で、軍の推薦する民族主義者民主党を破り、400議席中211議席を獲得。議会の単独過半数を制した祖国党により、オザルは首相に選出された。祖国党は1987年の総選挙でも単独で過半数を獲得し、同年に第2次オザル政権が発足した。
1988年には党大会で暗殺未遂事件に遭うものの、1989年にはジェラル・バヤル以来29年振りに、文民出身の大統領に選出された。オザルは大統領在任中も、1991年まで続いた祖国党政権に影響力を保持し続けた。
1993年4月17日に在任中に心臓発作で死去した。国会は後任の大統領に正道党所属のスュレイマン・デミレル首相を選出した。死因については軍部による毒殺であるとの説が長らく囁かれてきたが、2012年に行われた解剖による検証の結果、実際に遺体から毒物が検出されたことで、毒殺説が正しかったことが判明した。

## 政策

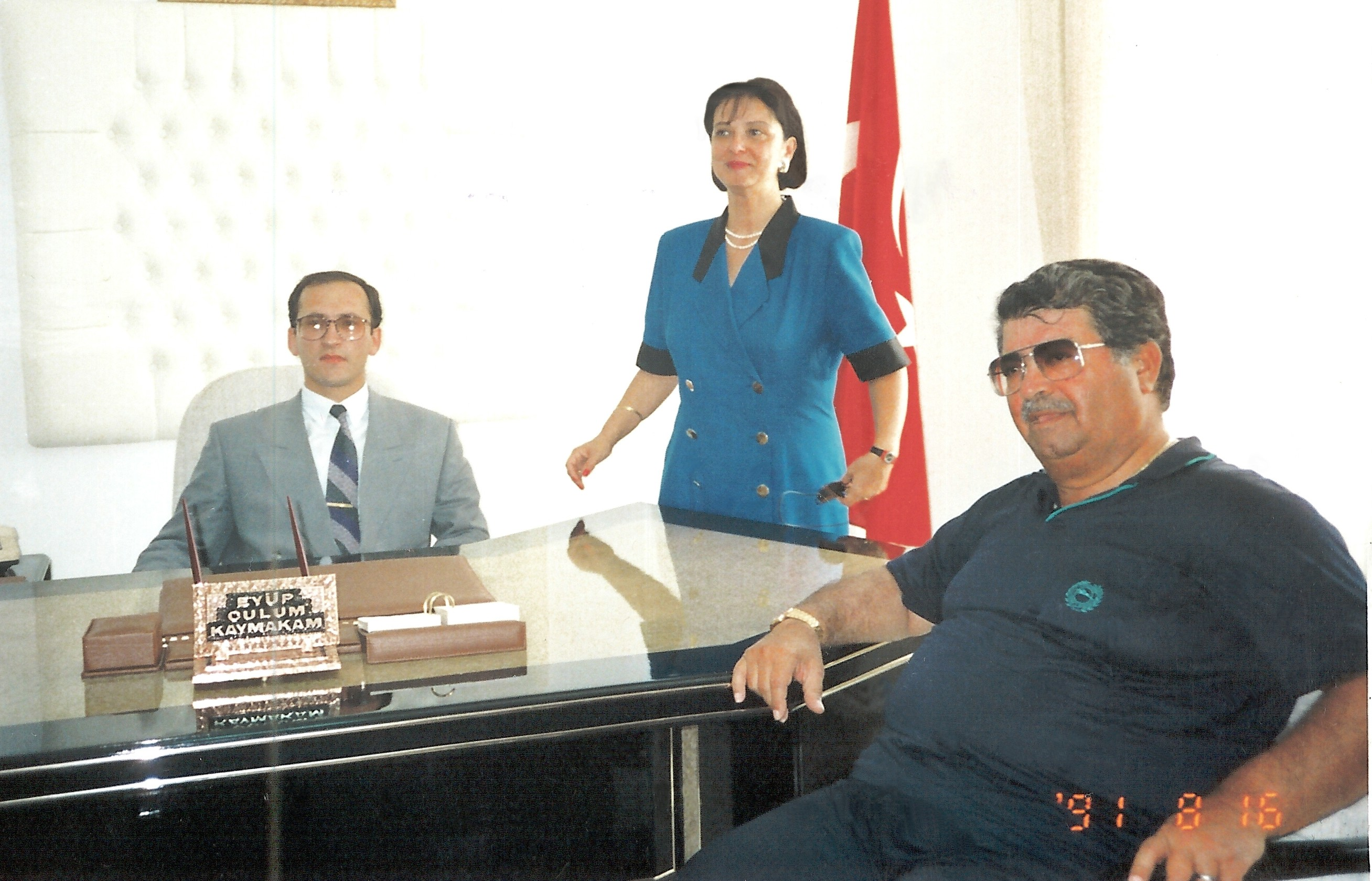
地方を視察するオザル大統領（右・1991年8月16日）

### 経済政策
オザル政権下では軍政時代より進められてきた経済の自由化政策が推進され、公共部門の民営化・貿易赤字の縮小・輸出産業の振興・外資の積極導入などの政策が実施された。IMFの経済改革プログラムに従ったこうした政策により、トルコのGDPはプラス成長に転じたが、コチ・エジュザージュバシュ・チュクロヴァ・サバンジュなどの大財閥が恩恵を受けた一方でインフレの進行や、貧富の格差の拡大により、成長の恩恵を受けられない層からオザル政権の経済政策への批判が高まった。

### 外交政策
1987年にヨーロッパ共同体加盟申請を行い、湾岸戦争でアメリカに軍事協力を行うなど、伝統的に重視されてきたアメリカとヨーロッパの関係を維持した一方で、ソビエト連邦の崩壊に伴って独立した新興独立諸国との関係強化を積極的に行った。1985年にイラン・パキスタンと経済協力機構を結成し、1992年にはアゼルバイジャン・カザフスタン・キルギス、タジキスタン、トルクメニスタン・ウズベキスタン・アフガニスタンの加盟を実現した。また、1992年に黒海沿岸国など11カ国（トルコ・アルバニア・アゼルバイジャン・ギリシャ・ブルガリア・ルーマニア・ロシア連邦・アルメニア、グルジア・ウクライナ・モルドバ）からなる黒海経済協力機構の結成に主導的な役割を果たした。
オザルはギリシャのカラマンリス首相と共通の親友で両者の顧問を務めたビザンチン帝国と毛沢東を崇拝する著名なトルコ学者で中国学者のディミトリー・キツィキスの影響を受けてギリシャとトルコの連携を推し進めた。

### 政軍関係
軍事政権下で経済閣僚を務めたオザルは軍首脳陣との良好な関係を維持し、軍による政治介入を巧妙に回避した。1987年には軍の推薦する候補者を退けて、ネジプ・トルムタイを参謀総長に任命した他、湾岸戦争でのアメリカとの協力に消極的な軍部の頭越しにアメリカと交渉を行うなど、文民統制が法的に保障されていないトルコにおいて、例外的に文民主導の政軍関係を構築することに成功した。

### イスラーム政策
オザル政権下ではトルコ民族とイスラームの融合をトルコ共和国のアイデンティティとして位置付ける「トルコ・イスラーム総合論 (Türk İslam Sentezi)」が、軍部を中心に普及した。オザル自身も、1970年代に「トルコ・イスラーム総合論」を支持した知識人サークルである「知識人の炉辺 (Aydınlar Ocağı)」のメンバーであり、同政権下では、学校教育に宗教文化の科目が追加されたほか、公立学校でのスカーフ着用禁止が緩和されるなど、建国以来の国是である世俗主義の擁護は、大きく変容することとなった。